# 花田秀虎
花田 秀虎（はなだ ひでとら、2001年10月30日 - ）は、和歌山県出身のアメリカンフットボール選手、元アマチュア力士。NCAAのコロラド州立大学でプレーしている。ポジションはディフェンシブタックル。

## 経歴

### 生い立ち
和歌山県に生まれる。大学時代にレスリングで全国大会優勝経験がある父と、柔道指導者である母の影響を受けて幼少期から様々な格闘技を経験し、中でも相撲に打ち込む。小学校2年生の時に地元のわんぱく相撲で優勝した。

### アマチュア力士時代
和歌山県立和歌山商業高等学校では、2018年と2019年に世界ジュニア相撲選手権大会の無差別級で連覇を達成した。
高校卒業後は日本体育大学へ進学し、2020年の全日本相撲選手権大会で優勝。1984年の久嶋啓太以来、36年ぶり2人目となる大学1年生でのアマチュア横綱となった。
2022年のワールドゲームズでは重量級の決勝で大学の1学年先輩である中村泰輝に勝利し、優勝した。

### アメフト転向
中学校時代からアメリカンフットボールおよびNFLに興味を持っており、2022年3月にはアメリカンフットボール未経験ながらXリーグの合同トライアウトに参加した。
当初は大相撲で活躍して横綱となり、その後NFLへ挑戦することを思い描いていたが、「若くて脂が乗っている時に自分がどれだけできるか挑戦したい」と、2022年9月に相撲との両立をやめ、NFL挑戦のためにアメリカンフットボールに専念することを発表した。日本体育大学の相撲部には在籍したままで事実上の休部状態となり、相撲の稽古を一旦終了することになった。将来的にはNFLと横綱の「二刀流」を目指す。
2023年1月にはアメリカのアイビー・リーグとの親善試合「ドリームボウル」の全日本選抜に選出されたが、試合への出場はなかった。同年2月には日本国内で、3月にはカナダで開催されたCFLのコンバインに参加した。
2023年7月に日体大を休学し、NCAAディビジョンI所属のコロラド州立大学に編入することが決まった。

## その他
大相撲の元横綱若乃花（三代目）で、アメリカンフットボール経験者でもある花田虎上とは名前や経歴が似ているが、血縁関係はない。ただし、2022年に花田虎上と対面し、アドバイスを受けたことを明かしている。
2025年2月に花田本人がインスタグラムでWWEとNIL契約を結んだことを発表した。あくまで、スポンサー契約と本人はしており、プロレスラー転向については否定した。